# Epobeidia
Epobeidia là một chi bướm đêm thuộc họ Geometridae.